# Славянска епопея
Славянската епопея е серия от 20 платна на чешкия художник Алфонс Муха от началото на 20 век. Цикълът е проникнат от духа на славянското единство. Всяко платно отразява значимо събитие (според възгледа на автора) от живота на славянските народи. Големината на картините е значителна: приблизително 6 на 8 m. Грандиозният проект е финансиран от американския милионер Чарлз Ричард Крейн. Когато през 1928 г. работата по серията платна е завършена, всички картини са събрани в Прага.

## Списък
1. „Славяните в прародината“ (на чешки: Slované v pravlasti, 1912 г.)
2. „Почитане на Свентовит“ (на чешки: Slavnost Svantovítova, 1912 г.)
3. „Въведение в славянската литургия“ (на чешки: Zavedení slovanské liturgie, 1912 г.)
4. „Цар Симеон“ (на чешки: Car Simeon, 1923 г.)
5. „Крал Пршемисъл Отакар II“ (на чешки: Král Přemysl Otakar II, 1924 г.)
6. „Коронацията на цар Стефан Душан“ (на чешки: Korunovace cara Štěpána Dušana, 1923 г.)
7. Триптихът
  1. „Ян Милич от Кромержиж“
  2. „Проповед на магистър Ян Хус във Витлеемската капела“
  3. „Среща в Кржижка“
8. „След Грюнвалдската битка“ (на чешки: Po bitvě u Grunwaldu, 1924 г.)
9. „След битката при Витков“ (на чешки: Po bitvě na Vítkově, 1923 г.)
10. „Петър Хелчицки“ (на чешки: Petr Chelčický, 1918 г.)
11. „Иржи от Подебрад и Кунщат“ (на чешки: Jiří z Poděbrad a z Kunštátu, 1923 г.)
12. „Николай Зрински защитава Сигет от турците“ (на чешки: Hájení Szigetu proti Turkům Mikulášem Zrinským, 1914 г.)
13. „Братската школа в Иванчице“
14. „Ян Амос Коменски“ (на чешки: Jan Amos Komenský, 1918 г.)
15. „Планината Атон“ (на чешки: Mont Athos, 1926 г.)
16. „Клетвата на Омладина под славянската липа“ на чешки: Přísaha Omladiny pod slovanskou lípou, 1926 г., недовършена)
17. „Отмяната на крепостничеството в Русия“ (на чешки: Zrušení nevolnictví na Rusi, 1914 г.)
18. „Апотеоз на историята на Славянството“ (на чешки: Apoteóza z dějin Slovanstva, 1926 г.)

## Картини и подзаглавия

### „Славяните в прародината“
Между туранския камшик и меча на готите
Това е първата картина от серията. Завършена е през 1912 г. Платното показва славянските Адам и Ева, които се крият от нашествениците. Сцената е датирана към периода между 3 и 6 век. Белите им одежди символизират чистота и невинност, контрастиращи с пламъците на селото, опожарено от войниците на заден фон. Най-интересната част от изображението е издигнатата група вдясно: най-значимата фигура е застанала в средата в позата на езически жрец, който се моли за милост за стадото си. Под лявата му ръка е наведено момиче със зелен венец – символ на мира, докато под дясната му ръка е млад воин, който представлява справедливата война. Скритото послание в картината е, че бъдещите славяни трябва да се борят за свободата си.

### „Почитане на Свентовит“
Когато боговете са във война, спасението е в изкуството
Това платно от 1912 г. показва празник на реколтата в чест на езическия бог Свентовит. Празнуването му се е провеждало на балтийския остров Рюген и по-точно в главния му град Аркона. Изпълненият със съкровища храм в центъра на тържествата е свещено място, което е крайна цел на поклонниците от 8 до 10 век. Аркона по-късно е завладяна от датчаните. По времето на Муха, Аркона има митично значение, символизиращо именно доказателствата за първоначалното славянско величие.
Храмът се намира от лявата страна на фона на цялата сцена. Най-ярката фигура сред поклонниците на преден план е майка с дете, зад която залязва слънцето. Горе вдясно е изобразен викингския бог Тор с глутница кучета, като предвестник на разграбването на Аркона. В средата горе е показан славянски воин, който умира пред фигурата на Свентовит, обвита в липови листа. Вертикалната бледосиня линия показва меча на воина, който богът взима, за да защити бъдещето на славяните.
Значението на изкуството като реакция на войната е подчертано от трима музиканти в центъра на композицията, а също и от образа на дърворезбаря долу, който е утешаван и вдъхновяван от своята муза.

### „Въведение в славянската литургия“
Възхвалявайте Господа на родния си език
През 9 век, моравският княз Ростислав иска от византийските монаси Кирил и Методий да преведат части от Библията и други литургии. Този ход разгневява германските епископи и Рим. Кирил и Методий са почитани моравски светци и тази картина от 1912 г. прославя делата им.
На изображението е показано четенето на папската була на Ростиславовия наследник, Святополк. Всичко се случва пред портите на Велехрад, славянска крепост и столица на Великоморавия. Методий, сега архиепископ, е високия възрастен старец, осветен от слънцето в центъра на платното, подкрепян от дякони. От лявата му страна са изобразени тъмни фигури, предвестници на предстоящото възмездие.
Горе вляво е показана група скърбящи жени, които са успокоявани от Кирил. До тях в центъра е Ростислав, заедно с патриарха на православната църква. A групата от четири фигури в горния десен ъгъл показва руските и българските владетели, които подкрепят славянското богослужение. Фигурата на преден план в долния ляв ъгъл изобразява млад мъж, пробуждащ славяните. Кръгът в дясната му ръка представлява славянското единство.

### „Цар Симеон“
Българският цар Симеон: Основател на славянската писменост
Периодът на богослужението на славянски в чешките земи не трае дълго. След смъртта на Методий, учениците му са принудени да избягат в двора на българския цар Симеон. Макар и първоначално да е монах, а по-късно да постига големи успехи във войните си, той е най-известен като учен, който покровителства превода на множество важни византийски текстове на славянски.
Царят е изобразен във великолепна базилика с рисунки на светци по стените. Той е в центъра на картината, символизира свещената власт и излъчва величие. Заобиколен е от философи, писатели и учени, които работят над произведенията си. Същността на изображението е в самите книги и свитъци, които представляват миналото и бъдещето на славяните.
Картината на Алфонс Муха е завършена през 1923 г.